# Centrale nucléaire de South Texas
La centrale nucléaire de South Texas est située au sud-ouest de Bay City dans l'État du Texas, elle occupe un terrain de 49 km² au bord de la rivière Colorado à environ 145 km au sud-ouest de Houston.

## Description
La centrale de South Texas, appelée aussi STP pour "South Texas Projet" a été la première centrale nucléaire installée au Texas.
Elle est équipée de deux réacteurs à eau pressurisée (REP) semblables construits par Westinghouse :
- South Texas 1 : 1264 MWe, mis en service en 1988 pour 40 ans (2027).
- South Texas 2 : 1265 MWe, mis en service en 1989 pour 40 ans (2027).

En 1996, ces deux réacteurs étaient classés dans les 20 plus grandes capacités mondiales.
Cette centrale possède un dispositif de sauvegarde de conception particulière et unique. Chaque réacteur possède trois (au lieu de deux) circuits de refroidissement de sécurité. Cependant, la présence du 3e circuit de sauvegarde n'a pas été entièrement reconnue par les autorités de sûreté nucléaires et il n'a pas été mis à son crédit dans le dossier d'autorisation d'exploitation. Pourtant, la présence de ce troisième circuit de sauvegarde apporte de réelles réductions de risques et l'exploitant voudrait le faire reconnaître.

## Exploitation
La centrale est exploitée par "STP Nuclear Operating Company" et la propriété est partagée entre 4 compagnies :
- NRG Energy (44 %),
- San Antonio Public Service Board (40 %),
- Austin Electric Department (16 %).

## Difficultés de construction
L'autorisation de cette centrale, dont le projet a vu le jour en 1971, a été soumise à l'AEC (aujourd'hui la NRC) en 1974 et la construction a débuté en 1976.

Le constructeur sélectionné était Brown and Root.

En 1981, le projet avait déjà 4 ans de retard et de gros dépassements de coûts. Brown and Root a été remplacé par Bechtel Corporation.

C'est seulement en 1988 et 1989 que les deux réacteurs ont pu être achevés et mis en service.

Les propriétaires ont entamé des poursuites judiciaires à l'encontre de Brown and Root pour rupture de contrat. Brown and Root a accepté en 1985 de dédommager les propriétaires pour 750 millions de $.

## Incident
En février 1993, les deux unités ont été arrêtées simultanément pour résoudre des problèmes avec les pompes auxiliaires fonctionnant à la vapeur. Les deux unités n'ont pu être remises en service avant mars 1994 (réacteur n°1) et mai 1994 (réacteur n°2).

## Proposition d'extension
En juin 2006, NRG Energy a adressé à la NRC une lettre d'intention de construction pour deux réacteurs supplémentaires de 1658 MWe sur le site de South Texas. Les réacteurs retenus seront du type Réacteurs à eau bouillante avancés.